# Discovery (společnost)
Discovery byla americká televizní společnost, distribuující televizní kanály, převážně pod značkou Discovery. Vlastnila kanály, jako je Discovery Channel, Animal Planet, Discovery World, Science Channel, Planet Green, TLC a mnohé další. Některé z těchto kanálů je možné sledovat i v České republice. V současnosti se tak českým divákům nabízí tyto kanály:
- Discovery Channel je první a nejznámější kanál společnosti. Vysílá dokumentární pořady o technologiích, přírodě nebo stavbách.
- Animal Planet je dokumentárně vzdělávací kanál, zaměřený na divoká zvířata, domácí mazlíčky nebo veterináře.
- Science Channel je kanál vysílající dokumenty o vesmíru, přírodě nebo strojírenství.
- Discovery World je kanál vysílající převážně o kontinentech, přírodě nebo o silách přírody.

Sloučení Discovery s WarnerMedia a vytvoření Warner Bros. Discovery
V květnu 2021 AT&T oznámila, že navrhla fúzi mezi Discovery (společnost) a její mediální společností WarnerMedia, která by byla vyčleněná do nové veřejně obchodované společnosti, známé jako Warner Bros. Discovery. Transakci schválila Evropská komise v prosinci 2021 a očekávalo se, že bude dokončena v polovině dubna 2022. Transakce byla následně dokončena 8. dubna 2022. Společnost nově nese jméno Warner Bros. Discovery.